# NK Rudeš
El NK Rudeš es un equipo de fútbol, fundado en 1957, en el barrio de Rudeš de la ciudad de Zagreb (Croacia). Desde el 2024 juega en la Druga HNL, la segunda división del fútbol croata.

## Historia
Desde su fundación hasta 2009 el N.K. Rudes compitió en las categorías más modestas del fútbol yugoslavo y croata. En la temporada 08-09 consiguió el ascenso a la 2.HNL llegando a asentarse rápidamente en la zona alta categoría, hasta que en la temporada 16-17 el N.K. Rudes logró el ascenso a la Prva HNL.
El ascenso supone la necesidad de una fuerte inversión que el club croata afrontó en mayo de 2017 con la firma de un contrato de colaboración con el Deportivo Alavés (Primera División), para los siguientes diez años con el fin de desarrollar jóvenes talentos en la región. Como resultado del mismo varios jugadores españoles propiedad del club vasco marchan cedidos al club croata (Antonio Cristian, Juanan Entrena,...)
Durante la primera temporada en Prva HNL el club croata cuenta con tres entrenadores (Iñaki Alonso, Dinko Jelicic y José Manuel Aira) consiguiendo la salvación a falta de dos jornadas de finalizar el campeonato, gracias en gran medida a los refuerzos invernales cedidos por el club vasco (Einar Galilea, Anderson Emanuel,...). Durante la temporada pasó a la disciplina del Deportivo Alavés el delantero croata Robert Peric-Komsic.
Durante el verano el acuerdo se dio por cancelado por ambas partes. La ruptura del acuerdo dejó al club croata en una delicada situación al carecer de una estructura propia para competir en la Prva HNL y quedarse con solo un jugador con contrato tras la marcha de los cedidos por el Deportivo Alavés y otras ventas a terceros, sobrevolando la amenaza del descenso administrativo a Tercera por falta de futbolistas, recursos y por la importante deuda arrastrada.

## Uniforme
- Uniforme titular: Camiseta, pantalón y medias azules.
- Uniforme alternativo: Camiseta, pantalón y medias blancas.

## Estadio
El N.K. Rudeš juega sus partidos como local en el Stadion Kranjčevićeva con capacidad para 8.850 personas.

## Palmarés
- Druga HNL: 1

2016/17